# Коронавірусна хвороба 2019 у Мавританії
Коронаві́русна хворо́ба 2019 у Маврита́нії — розповсюдження пандемії коронавірусу територією Мавританії.
Перший випадок появи коронавірусної хвороби було виявлено на території Мавританії 13 березня 2020 року.
Станом на 24 березня 2020 року, нових випадків зафіксовано не було.

## Хронологія
13 березня 2020 року міністерство охорони здоров'я Мавританії повідомило про перший випадок появи коронавірусу у Мавританії, інфікованого було поміщено в ізоляцію, ним виявився експатріант (ймовірно із Франції), в столицю Мавританії Нуакшот, котрий прибув 9 березня. Після додаткових перевірок і отримання позитивних результатів тестів, чартерні рейси до Франції були скасовані.